# Worlds Collide (2022)
Worlds Collide (2022) est un Premium Live Event de catch (lutte professionnelle) produit par la fédération américaine World Wrestling Entertainment, représentant les divisions NXT et NXT UK. L'événement a eu lieu le 4 septembre 2022 au WWE Performance Center, à Orlando (Floride). Ce PLE marque la fin de la division du Royaume-Uni, car les titres des deux shows se retrouvent unifiés.

## Contexte
Les spectacles de la World Wrestling Entertainment (WWE) sont constitués de matchs aux résultats prédéterminés par les scénaristes de la WWE. Ces rencontres sont justifiées par des storylines – une rivalité avec un catcheur, la plupart du temps – ou par des qualifications survenues dans les shows de la WWE telles que Raw, SmackDown et NXT. Tous les catcheurs possèdent une gimmick, c'est-à-dire qu'ils incarnent un personnage gentil (Face) ou méchant (Heel), qui évolue au fil des rencontres. Un événement comme NXT TakeOver est donc un événement tournant pour les différentes storylines en cours,.

## Tableau des matchs
| Ordre par numéros                                                                         | Résultat | Stipulation(s)                                                                                              | Temps |
| ----------------------------------------------------------------------------------------- | --- | --- | ----- |
| 1                                                                                         | Carmelo Hayes (c) (avec Trick Williams) bat Ricochet | Match simple pour le NXT North American Championship                                                        | 15:57 |
| 2                                                                                         | Pretty Deadly (Elton Prince et Kit Wilson) bat The Creed Brothers (Brutus Creed et Julius Creed) (c), Gallus (Mark Coffey et Wolfgang) et Brooks Jensen (c) et Josh Briggs (c) | Fatal 4-Way Tag Team match pour l'unification des NXT Tag Team Championship et NXT UK Tag Team Championship | 15:34 |
| 3                                                                                         | Mandy Rose (c) bat Meiko Satomura (c) et Blair Davenport | Triple Threat match pour l'unification des NXT Women's Championship et NXT UK Women's Championship          | 13:17 |
| 4                                                                                         | Katana Chance (c) et Kayden Carter (c) battent Doudrop et Nikki A.S.H | Tag Team match pour les NXT Women's Tag Team Championship                                                   | 10:19 |
| 5                                                                                         | Bron Breakker (c) bat Tyler Bate (c) | Match simple pour l'unification des NXT Championship et NXT UK Championship                                 | 17:11 |
| La lettre C placée entre parenthèses désigne la personne ou l’équipe championne en titre. | | |       |